# Scherzo (Merikanto)
Scherzo is een composities van Aarre Merikanto. Merikanto schreef het vrolijke stuk in 1937. Hij schreef het in een neoclassicistische stijl. Merikanto schreef geen slagwerkpartij bij dit werk.
Merikanto schreef het werk voor:
- 3 dwarsfluiten, 2 hobo’s, 2 klarinetten, 2 fagotten
- 4 hoorns, 3 trompetten, 3 trombones, 1 tuba
- violen, altviolen, celli, contrabassen